# 維利亞 (羅夫諾州)
50°11′42″N 26°15′50″E / 50.19500°N 26.26389°E
維利亞（羅馬化：Viliia）是烏克蘭西北部羅夫諾州羅夫諾區的村莊，2020年前隶属于奧斯特羅赫區。該村始建於1430年，面積2平方公里，海拔高度223米，2001年人口662，人口密度每平方公里332.8人。

## 當地名人
- 尼古拉·奥斯特洛夫斯基，蘇聯作家[1]